# جيني بنت الحجر العتيق
«جيني بنت الحجر العتيق» (بالإنجليزية: Jenny of Oldstones)‏، التي تحمل عنوان «أغنيتي جيني» (بالإنجليزية: My Jenny's Song)‏، هي أغنية تظهر في المسلسل التلفزيوني الخيالي الملحمي صراع العروش على شبكة إتش بي أو. وتم تضمينها في جزأين منفصلين في الحلقة الثانية من الموسم الثامن للمسلسل «فارسة الممالك السبع». في النسخة الأولى من الأغنية، تم تأديتها خلال الحلقة بواسطة شخصية بودريك باين، التي يصورها الممثل الاسكتلندي دانيال بورتمان. تم تشغيل الأغنية بعد ذلك خلال الخاتمة النهائية للحلقة، والتي تؤديها فرقة إيندي روك المستقلة فلورنس اند ذا مشين. أصدرت فلورنس اند ذا مشين الأغنية كأغنية منفردة في اليوم التالي لبث الحلقة، في 22 أبريل 2019. تم إصدار الأغنية بواسطة إتش بي أو وعلامة التسجيل مجموعة يونيفرسال الموسيقية.